# Marasmius cylindraceocampanulatus
Marasmius cylindraceocampanulatus är en svampart som beskrevs av Henn. 1900. Marasmius cylindraceocampanulatus ingår i släktet Marasmius och familjen Marasmiaceae.   Inga underarter finns listade i Catalogue of Life.